# Tabernaemontana apoda
Tabernaemontana apoda är en oleanderväxtart som beskrevs av Charles Wright. Tabernaemontana apoda ingår i släktet Tabernaemontana och familjen oleanderväxter. Inga underarter finns listade i Catalogue of Life.